# Parròquia de la Verge de Natzaret
La parròquia de la Verge de Natzaret és una església situada al barri de la Vall d'Hebron de Barcelona, vinculada a l'Orde de la Mercè (Mercedaris). Va ser fundada el 1970, essent el seu primer rector Mn. Vicente Rocosa Mitjavila, fins a la seva jubilació, el 1996. Aleshores el pares mercenaris van assumir la direcció de l'església, essent el pare Joaquín Millán el successor, fins al 2003, i després el pare Fermín Delgado, que actualment també és arxipreste de la zona Vall d'Hebron.
L'edifici, adossat a un bloc d'habitatges, té la coberta plana metàl·lica d'acer pintat.
S'hi celebra missa cada dia feiner a les 19:30 h; d'octubre a juny també a les 8:30 h; els diumenges i festius a les 9:30 h, 12:30 h i 19:30 h, totes elles en castellà, tret de la dels vespres dels diumenges i festius, que és en castellà i català. Col·labora amb la Fundació Banc dels Aliments distribuint aliments entre les persones necessitades del barri.